# Umslopogaas
 (février 2018).
Si vous disposez d'ouvrages ou d'articles de référence ou si vous connaissez des sites web de qualité traitant du thème abordé ici, merci de compléter l'article en donnant les références utiles à sa vérifiabilité et en les liant à la section « Notes et références ».
Umslopogaas est un personnage de fiction créé par Henry Rider Haggard

## Description
Umslopogaas, est un poète guerrier zoulou légendaire parmi les siens. Il possède une force incroyable armé de sa fameuse hache Inkosikaas, il était aussi connu sous le nom de «pivert» (pour sa tendance à percer des trous dans la tête de ses ennemis). Il est le fils non reconnu du grand roi zoulou et général Chaka. Il porte un amour inconditionnel pour « la plus belle des femmes zouloues », Nada le lys. Il apparaît d'abord comme un guerrier plutôt âgé mais vigoureux dans le roman Allan Quatermain (1887). Il apparaît aussi dans les romans Elle et Allan Quatermain et Nada the Lily.